# Ti amo ti amo
Ti amo ti amo è un singolo della cantante italiana Alexia, pubblicato nel 2000 come unico estratto dal primo greatest hits The Hits.

## Descrizione
Il brano, cantato completamente in inglese, è l'ultimo singolo della cantante che ha visto come produttore Roberto Zanetti della casa discografica DWA Record.

## Successo commerciale
Il brano ha avuto un buon successo radiofonico e di vendita ed è stato presentato al Festivalbar 2000.

## Video musicale
Il videoclip, girato negli Stati Uniti, mostra Alexia con altre sue due amiche correre e divertirsi in un supermercato creando disordine. Successivamente vengono prese di mira da un agente della sicurezza che le insegue in una corsa molto avventurosa tra i grandi magazzini.

## Tracce
1. Ti amo ti amo (Radio Edit)
2. Ti amo ti amo (Original Long)
3. Ti amo ti amo (Club Short)
4. Ti amo ti amo (Club Extended)

## Classifiche
| Classifica (2000) | Posizione massima |
| ----------------- | ----------------- |
| Italia            | 12                |